# Liste der denkmalgeschützten Objekte in Hodkovice nad Mohelkou
Grundlage dieser Liste der denkmalgeschützten Objekte in Hodkovice nad Mohelkou ist die ÚSKP-Liste (Ústřední seznam kulturních památek České republiky, deutsch Zentrale Liste der Kulturdenkmäler der Tschechischen Republik), die von der tschechischen Denkmalschutzbehörde NPÚ (Národní památkový ústav, deutsch Nationale Denkmalbehörde) seit 1987 geführt wird und an die seit dem Jahr 1850 geschaffenen Listen anschließt.

## Denkmalgeschützte Objekte in Hodkovice nad Mohelkou nach Ortsteilen

### Hodkovice nad Mohelkou(Liebenau)
| Lage                                                                              | Objekt                                                            | Beschreibung | ÚSKP-Nr.                  | Bild                    |
| --------------------------------------------------------------------------------- | ----------------------------------------------------------------- | --- | ------------------------- | ----------------------- |
| Hodkovice nad Mohelkou, náměstí T. G. Masaryka 1 (Standort)                       | Rathaus                                                           | Rathaus, errichtet 1811/12 vom Baumeister Josef Arnold aus Reichenberg (Liberec), 1889 Umbau nach dem Entwurf des Baumeisters Franz Wilde (um 1864-1931) aus Braunau (Broumov)                                                                                        | 10790/5-5637 Info Katalog | weitere Bilder          |
| Hodkovice nad Mohelkou, náměstí T. G. Masaryka 51 (Standort)                      | Haus Nr. 51                                                       | Stadthaus | 11039/5-5698 Info Katalog | weitere Bilder          |
| Hodkovice nad Mohelkou, náměstí T. G. Masaryka 216 (Standort)                     | Haus Nr. 216                                                      | Stadthaus | 10692/5-5627 Info Katalog | Haus Nr. 216            |
| Hodkovice nad Mohelkou, náměstí T. G. Masaryka 217 (Standort)                     | Haus Nr. 217                                                      | Stadthaus, Tor | 11038/5-5697 Info Katalog | Haus Nr. 217            |
| Hodkovice nad Mohelkou, Liberecká (Standort)                                      | Heiligen-Skulptur mit den Statuen des hl. Johannes und hl. Paulus | Heiligen-Skulptur mit den Statuen des hl. Johannes und hl. Paulus | 17581/5-4286 Info Katalog | weitere Bilder          |
| Hodkovice nad Mohelkou, Liberecká (Standort)                                      | Mariensäule                                                       | Mariensäule | 23249/5-4291 Info Katalog | weitere Bilder          |
| Hodkovice nad Mohelkou, Růžová 125 (Standort)                                     | Haus Nr. 125                                                      | Stadthaus | 10793/5-5639 Info Katalog | Haus Nr. 125            |
| Hodkovice nad Mohelkou, Pražská 318 (Standort)                                    | Bauernhaus Nr. 318                                                | Stadthaus | 11037/5-5700 Info Katalog | Bauernhaus Nr. 318      |
| Hodkovice nad Mohelkou, im Stadtgebiet, etwa 0,5 km westlich des Rings (Standort) | Sockel eines Kruzifix                                             | Sockel eines Kruzifix | 11040/5-5699 Info Katalog | Sockel eines Kruzifix   |
| Hodkovice nad Mohelkou (Standort)                                                 | Statue des hl. Antonius                                           | Statue des hl. Antonius | 11041/5-5701 Info Katalog | Statue des hl. Antonius |
| Hodkovice nad Mohelkou, Liberecká 32 (Standort)                                   | Haus Nr. 32                                                       | Stadthaus | 11111/5-5726 Info Katalog | Haus Nr. 32             |
| Hodkovice nad Mohelkou, vor Nr. 536 (Standort)                                    | Kruzifix                                                          | Kruzifix | 11328/5-5764 Info Katalog | Kruzifix                |
| Hodkovice nad Mohelkou (Standort)                                                 | Säule mit Marienstatue                                            | Säule mit Marienstatue | 15362/5-4285 Info Katalog | weitere Bilder          |
| Hodkovice nad Mohelkou (Standort)                                                 | Statue der hl. Anna                                               | Statue der hl. Anna | 14789/5-4287 Info Katalog | weitere Bilder          |
| Hodkovice nad Mohelkou, an der alten Straße nach Liberec (Standort)               | Wasserturm                                                        | Wasserturm, Felsen mit Nischenkapelle | 11818/5-5801 Info Katalog | weitere Bilder          |
| Hodkovice nad Mohelkou, Rychnovská 422 (Standort)                                 | Brauerei                                                          | Brauerei | 11819/5-5802 Info Katalog | weitere Bilder          |
| Hodkovice nad Mohelkou, Liberecká 40 (Standort)                                   | Haus Nr. 40                                                       | Stadthaus | 12731/5-5825 Info Katalog | Haus Nr. 40             |
| Hodkovice nad Mohelkou, Liberecká 41 (Standort)                                   | Haus Nr. 41                                                       | Stadthaus | 12732/5-5823 Info Katalog | weitere Bilder          |
| Hodkovice nad Mohelkou, Antonínov (Standort)                                      | Antoniuskapelle                                                   | Kapelle des hl. Antonius | 12733/5-5557 Info Katalog | weitere Bilder          |
| Hodkovice nad Mohelkou (Standort)                                                 | Kreuzweg, Kalvarienberg mit Kapelle                               | Kreuzweg, Kalvarienberg mit Kapelle: Kreuzweg-Kapelle I, Kreuzweg-Kapelle II, Kreuzweg-Kapelle III und Kalvarienkapelle | 12633/5-5549 Info Katalog | weitere Bilder          |
| Hodkovice nad Mohelkou, Pražská 182 (Standort)                                    | Haus Nr. 182                                                      | Stadthaus | 29350/5-4283 Info Katalog | weitere Bilder          |
| Hodkovice nad Mohelkou (Standort)                                                 | Kruzifix                                                          | Kruzifix | 30894/5-4290 Info Katalog | weitere Bilder          |
| Hodkovice nad Mohelkou (Standort)                                                 | Bildstock                                                         | Bildstock | 30367/5-4289 Info Katalog | weitere Bilder          |
| Hodkovice nad Mohelkou (Standort)                                                 | Statue des hl. Johannes von Nepomuk                               | Statue des hl. Johannes von Nepomuk | 29983/5-4288 Info Katalog | weitere Bilder          |
| Hodkovice nad Mohelkou (Standort)                                                 | Kirche des hl. Prokop                                             | Kirche des hl. Prokop mit: - Friedhof, Leichenhalle, Gräber I. bis XI., Einfriedung - Statue des hl. Johannes von Nepomuk - zentrales Kreuz (Neuer Friedhof), Einfriedung des Friedhofs, Gräber der Familie Spietschki - Statue des hl. Petrus, Statue des hl. Paulus | 34205/5-4284 Info Katalog | weitere Bilder          |
| Hodkovice nad Mohelkou, Sportovní če. 24 (Standort)                               | Haus Nr. 24                                                       | Bauernhaus | 49689/5-5857 Info Katalog | Haus Nr. 24             |
| Hodkovice nad Mohelkou, Rychnovská če. 11, osada Buršín (Standort)                | Bauernhaus Nr. 11                                                 | Bauerngehöft | 10792/5-5638 Info Katalog | weitere Bilder          |
| Hodkovice nad Mohelkou, Rychnovská 342, osada Buršín (Standort)                   | Bauernhaus Nr. 342                                                | Bauerngehöft: Wohnhaus, Stall und Scheune | 10791/5-5640 Info Katalog | weitere Bilder          |

### Záskalí (Saskal)
| Lage                                                                                           | Objekt                               | Beschreibung | ÚSKP-Nr.                  | Bild           |
| ---------------------------------------------------------------------------------------------- | ------------------------------------ | --- | ------------------------- | -------------- |
| Záskalí (Standort)                                                                             | Kapelle des hl. Johannes des Täufers | Kapelle des hl. Johannes des Täufers | 38141/5-4294 Info Katalog | weitere Bilder |
| Záskalí (Standort)                                                                             | Kapelle des hl. Johannes von Nepomuk | Kapelle des hl. Johannes von Nepomuk | 38011/5-4295 Info Katalog | weitere Bilder |
| Záskalí (Standort)                                                                             | Kruzifix                             | Kruzifix | 10781/5-5633 Info Katalog | weitere Bilder |
| Záskalí, nördlich von Hodkovice an der Straße Hodkovice-Liberec (neben Haus Nr. 85) (Standort) | Annenkapelle                         | Annenkapelle | 10761/5-5630 Info Katalog | weitere Bilder |
| Záskalí, Buršín Nr. 11 (Standort)                                                              | Bauernhaus Nr. 11                    | Bauerngehöft | 10772/5-5631 Info Katalog | weitere Bilder |
| Záskalí, Buršín Nr. 12 (Standort)                                                              | Bauernhaus Nr. 12                    | Bauerngehöft. Das Denkmal ist schwer zugänglich, es war lange unbewohnt und baufällig, im Herbst 2016 war es bewohnt und es wurden einige Bauarbeiten durchgeführt. | 10773/5-5632 Info Katalog | weitere Bilder |

### Jílové (Jilowei)
| Lage               | Objekt             | Beschreibung | ÚSKP-Nr.               | Bild           |
| ------------------ | ------------------ | --- | ---------------------- | -------------- |
| Záskalí (Standort) | Schutzengelkapelle | Ruine der Schutzengelkapelle. Die Ruinen des Gebäudes befinden sich noch immer bei der ehem. Villa Nr. 20, 21 und 22, der Eigentümer hat 2011 den größten Teil der Kapelle abgerissen. | 29156/5-9 Info Katalog | weitere Bilder |